# Grammia placentia
Grammia placentia là một loài bướm đêm thuộc phân họ Arctiinae, họ Erebidae.